# زنجیره آلفا کریستالین-بی(CYPR)
زنجیره آلفا-کریستالین B پروتئینی است که در انسان توسط ژن CRYAB کدگذاری می‌شود. این پروتئین بخشی از خانواده کوچک پروتئین‌های شوک حرارتی است و به عنوان چاپرون مولکولی عمل می‌کند که در درجه اول به پروتئین‌های بدتاخورده متصل می‌شود تا از تجمع پروتئین جلوگیری کند، همچنین آپوپتوز را مهار کرده و به معماری درون سلولی کمک می‌کند. تغییرات پس از ترجمه، توانایی چاپرون شدن را کاهش می‌دهد. جهش در CRYAB باعث ایجاد کاردیومیوپاتی‌ های مختلف،میوپاتی‌های اسکلتی عمدتاً میوپاتی میوفیبریلاری، و همچنین آب مروارید می‌شود. علاوه بر این، نقص در این ژن/پروتئین با سرطان و بیماری‌های نورودژنراتیو مانند بیماری آلزایمر و بیماری پارکینسون مرتبط است.
تغییرات بنیادی در ساختار و فعالیت زیستی کریستالین آلفا-B، می‌تواند به تجمع پروتئین‌های دیگر در عدسی چشم و تشکیل ذراتی بزرگ‌تر با قابلیت پراکنش نور منجر شود که در نهایت به بروز و پیشرفت بیماری آب‌مروارید کمک می‌کند.
یافته‌های این پژوهش می‌تواند در طراحی داروهای مؤثر، از جمله مولکول‌های کوچک با پپتیدهایی منجر شود که ضمن هدف قراردادن پروتئین جهش‌یافته، از تجمع آن به همراه دیگر پروتئین‌ های عدسی چشم جلوگیری کنند که پیامد نهایی آن، تأخیر در ابتلاء یا پیشگیری از ابتلاء به آب‌مروارید است.نتایج این پژوهش در یک نشریۀ بین‌المللی منتشر شده است.بر اساس گزارش سازمان بهداشت جهانی، آب مروارید یکی از علل اصلی نابینایی در سراسر جهان است. تقریباً ۲.۲ میلیارد نفر در سراسر جهان از اختلالات بینایی رنج می‌برند که ۹۴ میلیون نفر از این جمعیت به آب‌مروارید مبتلا هستند. در سال ۲۰۱۵، یک جهش نقطه‌ای در ژن کریستالین آلفا-B انسانی شناسایی شد که به بروز بیماری آب مروارید می‌انجامد. با این حال،سازوکار بیوشیمیایی این جهش و تأثیر آن در بروز بیماری مشخص نشده است..